# La Casanova (Clarà)
La Casanova és una casa del nucli de Clarà, al municipi de Castellar de la Ribera (Solsonès), inclosa a l'Inventari del Patrimoni Arquitectònic de Catalunya.

## Situació
Clarà es troba a l'extrem de llevant del terme municipal, als vessants ponentins del serrat de l'Hostal de les Forques, a la capçalera del barranc de Pinell. La Casanova destaca per les seves proporcions a l'entrada del nucli.
S'hi accedeix des de la Collada de Clarà, al punt quilomètric 98,5 de la C-26, on es pren la direcció ben indicada de "Clarà". Als 1,4 km. s'agafa el desviament a la dreta indicat "Sant Andreu de Clarà", on s'arriba als 2,8 km. Sempre per carretera asfaltada.

## Descripció

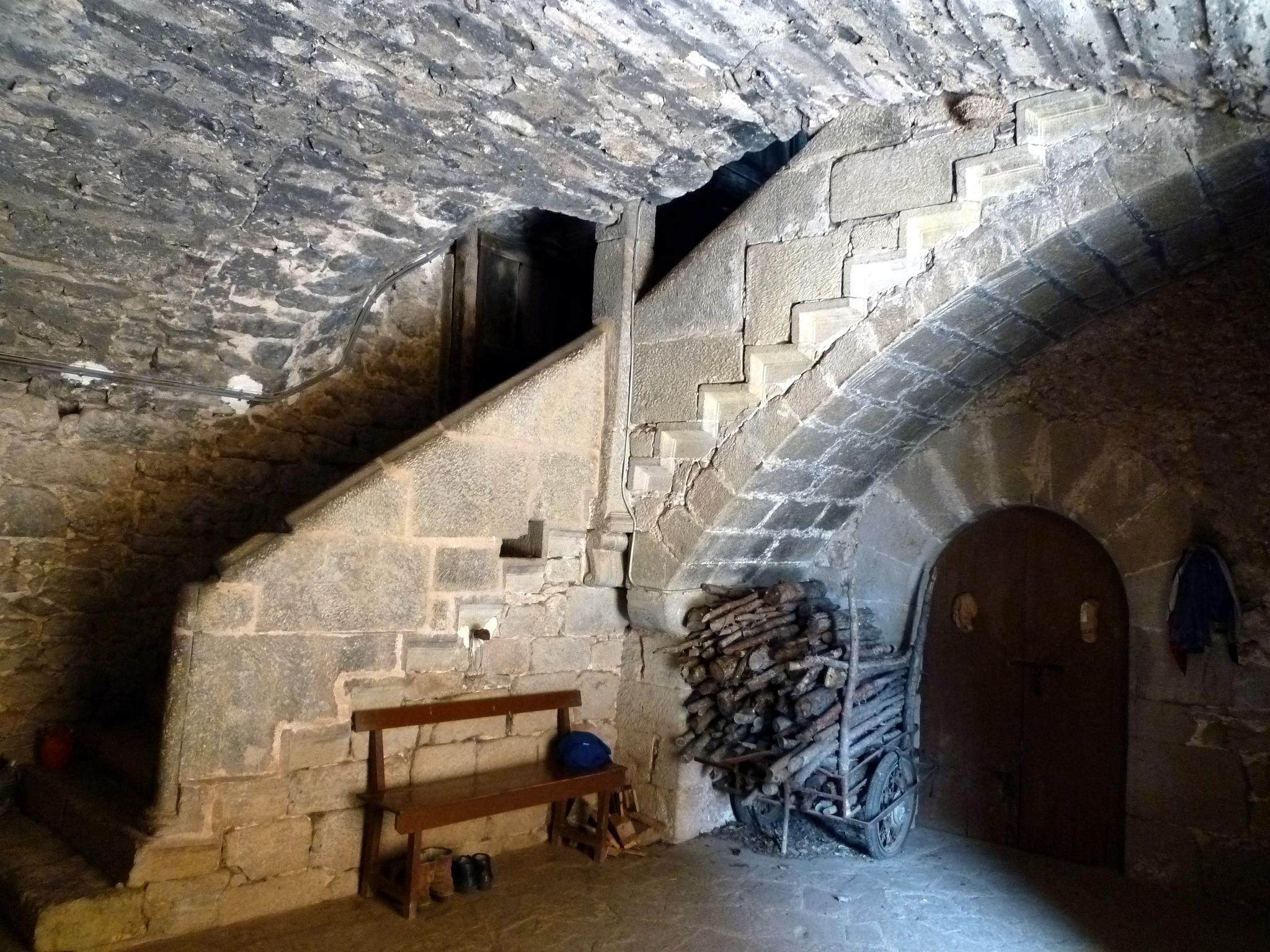
Escala senyorial

Planta quadrada i presència de contraforts en totes les cares de la casa fortificada. El parament està fet de carreus de rebles poc afilerats. La coberta exterior és a quatre vessants. A la façana principal, cara nord-est, sobresurt una estructura que segons sembla es tracta d'un escaldador (per a protegir la casa d'atacs).
La porta principal presenta un arc de mig punt adovellat. Les obertures són molt escasses a la part baixa de l'edifici, tot al contrari que a l'últim pis, on les obertures volten tot l'edifici i sembla que la seva utilitat consistia en la ubicació de canons.
Conserva en bon estat tota la planta baixa: entrada amb escala senyorial, grans portes, voltes de canó, la presó i diferents sales. A la primera planta, ens trobem una gran sala amb foc central i sales annexes. El sostre està fet amb bigues de fusta. En aquesta planta, hi ha un passadís secret. El segon pis, actualment les golfes, està voltat de petites finestres de mig punt (cobertes amb lloses petites i verticals).

## Història
Casa-castell fortificada construïda al segle xvi. Era la casa del priorat dels Colls de Sant Llorenç de Morunys. La casa està construïda en un pla, ja que a partir del segle xvi, molts pagesos no tenien inconvenient en construir-la en un espai així, però sempre apartada dels fondals dels torrents.